# Lastaurina
Lastaurina is een vliegengeslacht uit de familie van de roofvliegen (Asilidae).

## Soorten
- L. ardens (Wiedemann, 1828)
- L. biezankoi (Carrera & Papavero, 1962)
- L. travassosi (Carrera, 1949)